# Хај у Духцову
Хај у Духцову (чеш. Háj u Duchcova) је насељено мјесто са административним статусом сеоске општине (чеш. obec) у округу Теплице, у Устечком крају, Чешка Република.

## Становништво
Према подацима о броју становника из 2014. године насеље је имало 1.112 становника.